# إدي هايز
إدي هايز (بالإنجليزية: Eddie Hayes)‏ هو محامي وصحفي أمريكي، ولد في 3 نوفمبر 1947 في كوينز في الولايات المتحدة.

## وصلات خارجية
- إدي هايز على موقع IMDb (الإنجليزية)